# Ex chiesa di Sant'Anna
L'ex chiesa di Sant'Anna è un cinema, un tempo edificio religioso, sito a Champoluc, frazione di Ayas.

## Descrizione e storia

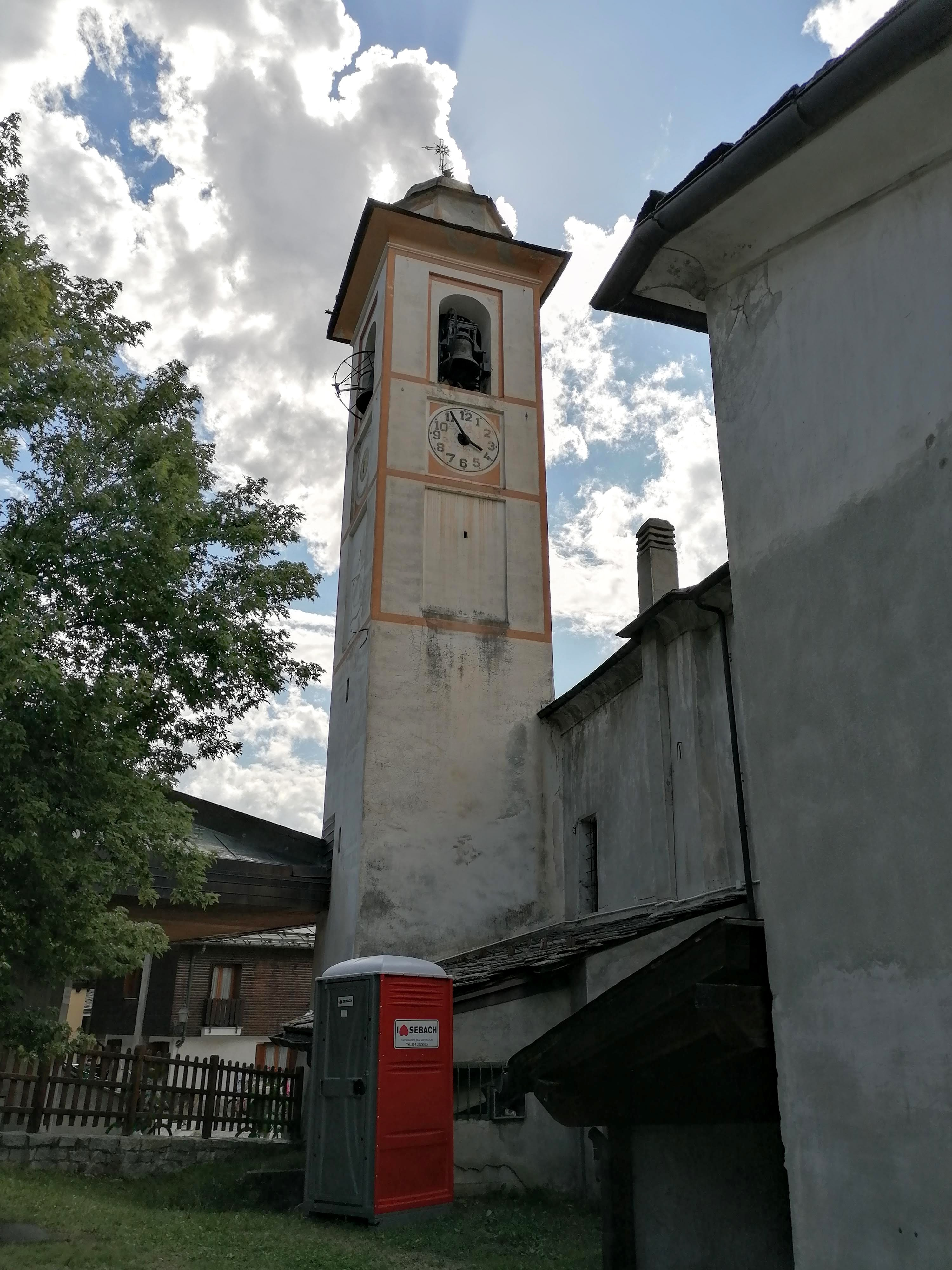
Il campanile

Un tempo era la principale chiesa del villaggio. Una prima cappella in onore di Sant'Anna è stata costruita nel 1715, mentre l'attuale è stata voluta dal parroco François-Marie Dandrès nel 1836. Sopra il portone ottocentesco si può ancora vedere l'affresco circolare raffigurante Sant'Anna che insegna le Sacre Scritture a Maria, alle loro spalle si può notare San Gioacchino. L'altare ligneo e i dipinti della vecchia chiesa sono custoditi oggi all'interno del nuovo edificio religioso, accanto al vecchio.
Dopo la recente costruzione della Sant'Anna moderna, l'edificio è stato convertito in cinema.